# 馬場正尊
馬場 正尊（ばば まさたか、1968年 - ）は、日本の建築家、建築評論家。東北芸術工科大学教授。オープン・エー代表取締役。佐賀県生まれ。

## 略歴
1968年佐賀県生まれ。佐賀県立佐賀西高等学校を経て、1992年早稲田大学理工学部建築学科卒業。1994年早稲田大学大学院理工学研究科建築学専攻修士課程修了。
博報堂、早稲田大学大学院理工学研究科博士課程（満期退学）、雑誌『A』編集長を経て、2003年に建築設計事務所Open A（オープン・エー）を設立。
2003年に林 厚見、吉里 裕也とともに個性的な物件を独自の視点でセレクトして紹介するサイト『東京R不動産』を設立。
2008年に東北芸術工科大学准教授、2016年に東北芸術工科大学教授。
2015年より公共空間のマッチング事業『公共R不動産』立ち上げ。2017年より沼津市都市公園内の宿泊施設『INN THE PARK沼津』、2022年より福岡市国営公園内の『INN THE PARK福岡』を運営。
近作は都市の隙間を公園化した「Slit Park YURAKUCHO」（2022）、広島県福山市の廃デパートを利活用した「iti SETOUCHI」（2022） など。近著に『民間主導・行政支援の公民連携の教科書』（学芸出版 2019 共著）、「テンポラリーアーキテクチャー：仮設建築と社会実験』（学芸出版 2020 共著）、『パークナイズ：公園化する都市』（学芸出版 2024 共著）など。

## 人物
都市の空地を発見するサイト「東京R不動産」を運営。東京のイーストサイド、日本橋や神田の空きビルを時限的にギャラリーにするイベント、CET（Central East Tokyo）のディレクターなども務め、建築設計を基軸にしながら、メディアや不動産などを横断しながら活動している。

## テレビ出演
- 日経スペシャル カンブリア宮殿 理想の住まい探しはお任せ！ 不動産業界に新風起こす革命児たち（2015年4月16日、テレビ東京）[8]
- プロフェッショナル見えない未来を見つめる勇気 〜建築家 馬場正尊〜（2024年7月15日、NHK）[9]

## 書籍

### 著作
- 『R the transformers～都市をリサイクル～』（共著者:原田幸子）（2002年10月10日、R-book制作委員会）ISBN 9784990139100
- 『東京R計画／Re-Mapping Tokyo』（編者:CET(Central East Tokyo)、共著者の一員として参画）（2004年9月18日、晶文社）ISBN 9784794966346
- 『POST-OFFICE ワークスペース改造計画』（共著者:岸本章弘 仲隆介 中西泰人 みかんぐみ）（2006年2月20日、TOTO出版）ISBN 9784887062665
- 『東京R不動産』（著者:東京R不動産、共著者の一員として参画）（2006年4月21日、アスペクト）ISBN 9784757212473
  - 『東京R不動産』（著者:東京R不動産、共著者の一員として参画）（2010年3月7日、アスペクト 文庫）ISBN 9784757217621
- 『「新しい郊外」の家 RELAX REAL ESTATE LIBRARY』（2009年1月25日、太田出版）ISBN 9784778311544
- 『未来の住宅 カーボンニュートラルハウスの教科書』（共著者:竹内昌義 三浦秀一 山畑信博 渡部桂）（2009年9月7日、バジリコ）ISBN 9784862381439
- 『東京R不動産 2 realtokyoestate』（著者:東京R不動産、共著者の一員として参画）（2010年3月19日、太田出版）ISBN 9784778312046
- 『都市をリノベーション 』（2011年5月12日、NTT出版）ISBN 9784757160545
- 『だから、僕らはこの働き方を選んだ 東京R不動産のフリーエージェント・スタイル』（共著者:林厚見 吉里裕也）（2011年12月10日、ダイヤモンド社）ISBN 9784478015261
- 『RePUBLIC 公共空間のリノベーション』（共著者:Open A）（2013年9月15日、学芸出版社）ISBN 9784761513320
- 『シェアをデザインする 変わるコミュニティ、ビジネス、クリエイションの現場』（共著者:林千晶 布山陽介 門脇耕三 ほか全12名）（2013年12月12日、学芸出版社）ISBN 9784761525644
- 『日本のカタチ2050 「こうなったらいい未来」の描き方』（共著者:竹内昌義 マエキタミヤコ 山崎亮）（2014年8月1日、晶文社）ISBN 9784794968555
- 『PUBLIC DESIGN 新しい公共空間のつくりかた』（共著者:Open A）（2015年4月1日、学芸出版社）ISBN 9784761513481
- 『エリアリノベーション 変化の構造とローカライズ』（共著者:竹内昌義 マエキタミヤコ 山崎亮）（2016年5月1日、学芸出版社）ISBN 9784761526221
- 『CREATIVE LOCAL エリアリノベーション 海外編』（編著:馬場正尊 中江研 加藤優一）（2017年12月1日、学芸出版社）ISBN 9784761526665
- 『公共R不動産のプロジェクトスタディ 公民連携のしくみとデザイン』（共著者:飯石藍 菊地マリエ 松田東子 加藤優一 塩津友理 清水襟子、編者:公共R不動産）（2018年6月8日、学芸出版社）ISBN 9784761526825
- 『民間主導・行政支援の公民連携の教科書』（共著者:清水義次 岡崎正信 泉英明）（2019年1月11日、日経BP社）ISBN 9784822258887
- 『テンポラリーアーキテクチャー 仮設建築と社会実験』（共著者:加藤優一 瀧下まり 菊地純平 木下まりこ、編者:Open-A 公共R不動産）（2020年12月17日、学芸出版社）ISBN 9784761527624

### 監修
- 『リノベーションプラス 拡張する建築家の職能』（監修:松村秀一 馬場正尊 大島芳彦）（2016年9月1日、ユウブックス）ISBN 9784908837012